# Gadu Barat
Gadu Barat is een bestuurslaag in het regentschap Sumenep van de provincie Oost-Java, Indonesië. Gadu Barat telt 4358 inwoners (volkstelling 2010).